# Borneomma yuata
Borneomma yuata är en spindelart som beskrevs av Pekka T. Lehtinen 1981. Borneomma yuata ingår i släktet Borneomma och familjen Tetrablemmidae. Inga underarter finns listade.